# Bonneuil-les-Eaux
Bonneuil-les-Eaux é uma comuna francesa na região administrativa de Altos da França, no departamento de Oise. Estende-se por uma área de 18,29 km². Em 2010 a comuna tinha 814 habitantes (densidade: 44,5 hab./km²).